# Cryptocnemus obolus
Cryptocnemus obolus is een krabbensoort uit de familie van de Leucosiidae. De wetenschappelijke naam van de soort werd in 1892 voor het eerst geldig gepubliceerd door Arnold Edward Ortmann.